# Suverénní stát řádu Bektášíja

Poloha navrhovaného státu na mapě Evropy

Suverénní stát řádu Bektášíja (albánsky Shteti Sovran i Urdhrit Bektashi) je plánovaný evropský mikrostát a městský stát, který by byl enklávou v albánském hlavním městě Tirana, kde je rovněž sídlo náboženského řádu Bektášíja. Městský stát by plnil stejnou úlohu pro zmíněnou větev islámu jako Vatikán plní pro katolíky, avšak pokud by byl zřízen, stal by se nejmenším státem na světě o velikosti 0,11 km².
Plány na ustanovení tohoto mikrostátu byly oznámeny albánským premiérem Edim Ramou za podpory vůdce řádu Bektašíja Edmondem Brahimajem, zvaným Baba Mondi. Schválit tyto plány však nejprve musí albánský parlament a Edi Rama doufá v mezinárodní uznání zejména od USA a evropských států – tj. partnerů Albánie v NATO a evropské integraci. Baba Mondi si zase slibuje podporu od muslimského světa, jako jsou Saúdská Arábie, Spojené arabské emiráty nebo Katar.

## Model náboženského státu

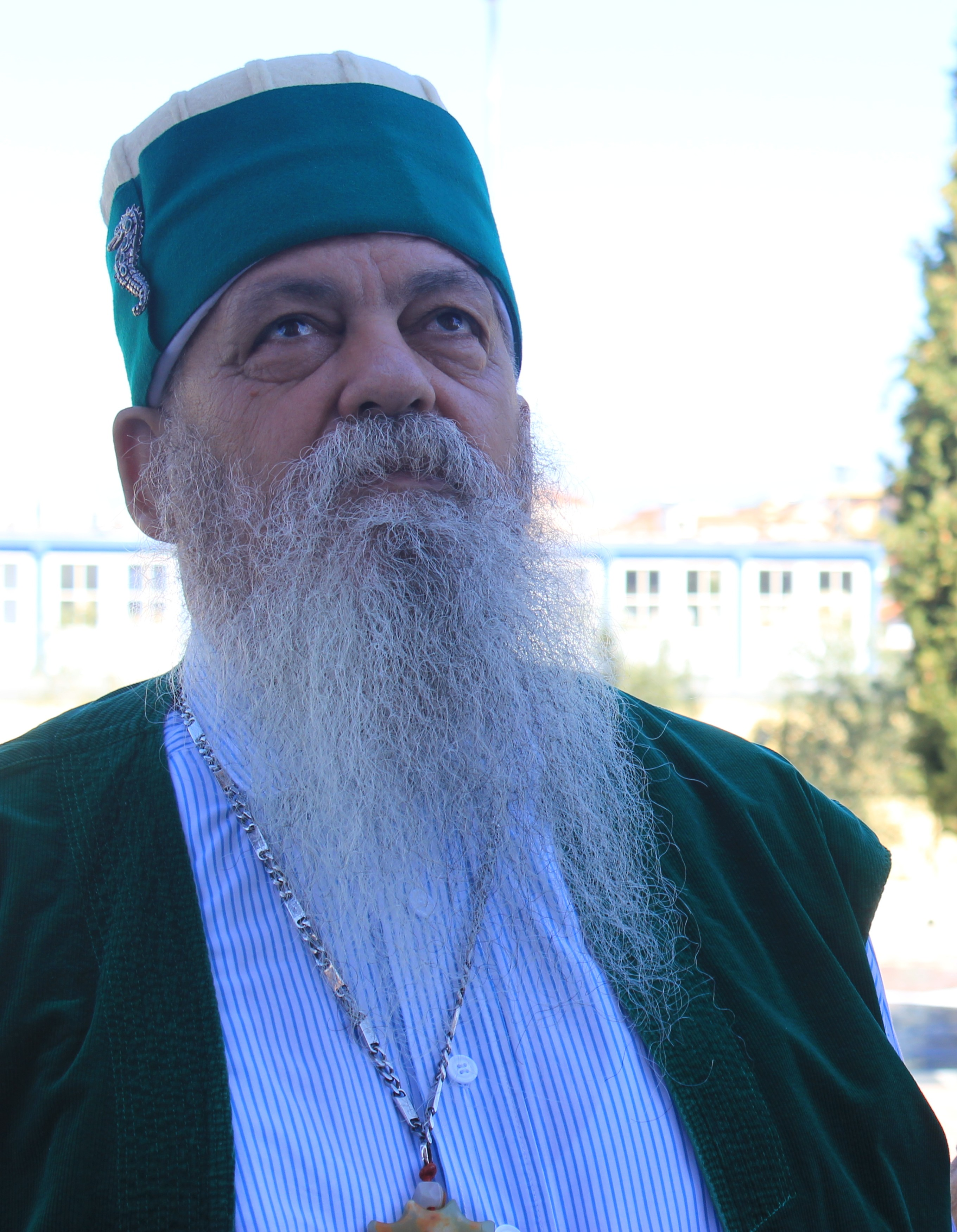
Edmond Brahimaj (Baba Mondi)

Podle vatikánského modelu by budoucí stát uděloval občanství pouze bektašským duchovním a vládním úředníkům. Dalším specifikem by bylo, že se jedná o tolerantní a progresivní formu islámu. Tolerantní praktiky bektašijského řádu neukládají věřícím žádná pravidla životního stylu, nezakazují konzumovat alkohol, ženy se nemusejí zahalovat a mohou se oblékat podle vlastní volby.
Premiér Edi Rama prohlásil, že cílem nového státu je podporovat tolerantní verzi islámu, na kterou je Albánie hrdá. Baba Mondi vyjádřil své přesvědčení, že zajištění suverénního statutu by pozdvihlo řád Bektášíja a posílilo jeho schopnost bojovat proti radikálním ideologiím, které ovlivnily muslimský svět a mezinárodní společenství. Pas by byl zelený, což je barva, která má hlubokou symboliku pro islám.